# The Happy Dustmen
The Happy Dustmen è un cortometraggio muto del 1913 diretto da W.P. Kellino. La pellicola, una comica di 180 metri, fu scritta e interpretata dai fratelli Albert e Seth Egbert. I due attori girarono diversi film per la casa di produzione EcKo nei panni di una coppia di "allegri spazzini".

## Produzione
Il film fu prodotto dalla EcKo.

## Distribuzione
Distribuito dall'Universal Pictures, il film - un cortometraggio di 180 metri - uscì nelle sale cinematografiche britanniche nel dicembre 1913.